# ديريك أشتون
ديريك أشتون (بالإنجليزية: Derek Ashton)‏ (4 يوليو 1922 في المملكة المتحدة - 1 يناير 1997 في المملكة المتحدة) هو لاعب كرة قدم بريطاني (وحمل سابقاً جنسية المملكة المتحدة لبريطانيا العظمى وأيرلندا) في مركز الدفاع. لعب مع أستون فيلا ووست بروميتش ألبيون ووولفرهامبتون واندررز ونادي تلفورد يونايتد.

## وصلات خارجية
- ديريك أشتون على موقع قاعدة بيانات كرة القدم.إي يو (الإنجليزية)